# کریستیانو کامیلوچی
کریستیانو کامیلوچی (انگلیسی: Cristiano Camillucci؛ زادهٔ ۷ مارس ۱۹۸۱) بازیکن فوتبال اهل ایتالیا است.
از باشگاه‌هایی که در آن بازی کرده‌است می‌توان به باشگاه فوتبال آنکونا، باشگاه فوتبال سورنتو کالچو، باشگاه فوتبال آلساندریا، و باشگاه فوتبال امپولی اشاره کرد.